# 紀州博物館
紀州博物館（きしゅうはくぶつかん）は、和歌山県西牟婁郡白浜町にある美術館。眼下に白浜温泉郷を一望する平草原にある。開館しているかなどの現在の運営状況は不明。
紀州の名士・実業家の小竹林二から寄贈された浮世絵や掛け軸、印籠などの名品と焼き物をはじめとする茶道具のコレクション1300点余りを基礎にして1973年に設立された。2000年には古都の民家をイメージした新館が竣工。
大規模な美術館ではないが収蔵品が素晴らしく、浮世絵のコレクションは歌麿、写楽、北斎、広重など質・量ともに高い内容のもので、古唐津焼のコレクションについては日本一とも評価されている。
博物館の前に建つ銅像は、小竹林二と親交があった宮城道雄の像である。

## 主な所蔵品
- 歌川広重 「東海道五十三次」全点
- 葛飾北斎、喜多川歌麿、東洲斎写楽、栄松斎長喜（唯一の作品）らの浮世絵1300点余り
- 古備前焼・古唐津焼・古九谷焼などの焼き物

## 施設
- （全館バリアフリー対応・FreeSpot対応施設）
- 展示室
- 休憩室
- 映写室

## 建築概要
- 設立― 1973年
- 設計― 平田建設株式会社
- 竣工― 2000年（新館）
- 延床面積― 671.73m2
- 所在地― 〒649-2201 和歌山県西牟婁郡白浜町平草原2054

## 交通アクセス
- JR きのくに線 白浜駅からタクシー10分
- 南紀白浜空港からタクシー7分

## 周辺施設
- アドベンチャーワールド
- 白浜エネルギーランド
- 熊野古道